# Попович, Ненад Неманьевич
Не́над Нема́ньевич По́пович (серб. Ненад Поповић; род. 30 сентября 1966, Тузла) — сербский и российский предприниматель и политический деятель; Председатель Сербской Народной Партии (СНП) с конца 2014 года, ранее занимал должность заместителя Председателя парламента Сербии (Народной Скупщины), вице-президента Демократической партии Сербии, доктор экономических наук. 25 июня 2017 года назначен на должность Министра инноваций и технологического развития Республики Сербии.
На 2024 год — министр международных экономических отношений при правительстве  Республики Сербии.

## Биография

### Образование
В 1992 году окончил машиностроительный факультет Белградского университета. В 2000 году удостоен в России степени кандидата экономических наук, в 2001 году — степени доктора экономических наук.

### Карьера
В 1994 году основал компанию, которая переросла в электроэнергетический холдинг с численностью персонала около 2000 человек. Предприятия компании располагаются в Чебоксарах, в Москве и в Санкт-Петербурге.
В 2005 году объявлен «Лучшим предпринимателем года» в России. Имеет почётное звание Министерства Энергетики Российской Федерации «Почетный энергетик», которое присвоено ему Министром энергетики России Александром Новаком в 2014 году.

### Политическая деятельность
C февраля 2006 года по май 2008 года — глава Экономического совета Правительства Сербии по статусу Косово и Метохии. Являлся заместителем председателя Координационного центра Сербии по Югу Сербии. Возглавлял рабочую группу Правительства Сербии по разработке Стратегии долгосрочного экономического развития Юга Сербии — обе стратегии приняты Правительством Республики Сербии 11 января 2007 года.
В июле 2007 года избран руководителем Координационного совета по сотрудничеству с политической партией «Единая Россия» от Демократической партии Сербии. Активно отстаивал в Народной Скупщине решение о подписании договора по участию Сербии в проекте «Южный поток» и других проектах, способствующих интеграции российского капитала в экономику Сербии. Содействует развитию взаимодействия между парламентами двух стран, поддерживает российско-сербское сотрудничество в энергетической сфере.
В 2014 году основал Сербскую народную партию (СНП).
25 июня 2017 года назначен на должность Министра инноваций и технологического развития Республики Сербии.
Был в составе делегации Сербии на саммите БРИКС 2024 в Казани.

### Научная деятельность
В 2003 году преподавал на кафедре экономики зарубежных стран и внешнеэкономических связей экономического факультета Московского государственного университета им. М. В. Ломоносова; с 2000 года являлся профессором кафедры экономики и планирования горного производства Московского государственного горного университета (сегодня — Горный институт НИТУ «МИСиС»). За годы академической деятельности издал свыше ста научных работ в области экономики и регионального развития. Автор семи книг, в том числе книги «Откровенно об экономике Косово и Метохии», единственной научной работы, посвященной экономике данного региона. В 2009 году издание вышло и на русском языке.

### Благотворительная деятельность
В 2002 году создал благотворительный фонд «АБС Славянский» (ныне БФ «АБС Электро»). С момента основания фонд активно помогает нуждающимся: реализует программы помощи детям, разрабатывает и выполняет проекты в области культуры, науки и образования, спорта и здравоохранения в России и Сербии. За время существования фонда было проведено множество акций с привлечением российских и сербских деятелей культуры, народных коллективов, художников, спортсменов, журналистов, целью которых стало знакомство двух народов с культурным наследием обеих стран. Были реализованы проекты оказания медицинской помощи гражданам Сербии ведущими российскими врачами. На постоянной основе реализуются благотворительные образовательные и иные акции помощи детям-сиротам в России и Сербии.
Попович состоит в правлении фонда «Единство православных народов», возглавляемым Патриархом Московским и всея Руси. Активно поддерживает деятельность Русской православной церкви в России и за рубежом. Является членом Попечительского совета РПЦ в Белграде. В 2014 году Святейший Патриарх Московский и Всея Руси Кирилл вручил Ненаду Поповичу орден преподобного Серафима Саровского II степени за активную помощь в восстановлении Русского некрополя в Белграде.
Является Председателем почётного совета Общества российско-сербской дружбы.

## Награды
- Медаль благотворительности[серб.] (Сербия и Черногория)[4]
- Орден Дружбы (22 января 2010 года, Россия) — за большой вклад в развитие экономического и культурного сотрудничества между Российской Федерацией и Республикой Сербией[5][6].
- Орден «За заслуги перед Чувашской Республикой» (2011 год)[7].
- Орден Святого Саввы II степени — за помощь церкви.
- Орден святого благоверного князя Даниила Московского III степени — за постоянное бескорыстное усердие и жертвенную помощь на строительство и восстановление православных храмов и монастырей Чувашской Республики[8].
- Орден преподобного Сергия Радонежского III степени — за вклад в единение православных народов Сербии и России[9].
- Орден преподобного Серафима Саровского II степени — за активное участие в восстановлении Русского Некрополя в Белграде.